# 日本雷保護システム工業会
一般社団法人日本雷保護システム工業会（にほんかみなりほごシステムこうぎょうかい、英称：Japan Lightning Protection System Industrial Association、略称：JLPA）は、雷被害保護のための研究、普及、広報、施工、技術開発を行なう企業等がメンバとなっている一般社団法人である。
2006年(平成18年3月)に設立された。情報化社会(ICT社会)の進化に伴い雷被害が増加する現状に対し、建築物並びに建物内部の電気・電子設備及び機器類に適切な雷保護対策を施設して、雷による被害の発生を防止し、ICT社会の安全性の維持、産業の発展に資する目的を持って企業51社参加の下、任意団体 日本雷保護システム工業会を2006年(平成18年)に設立した。2009年(平成21年)2月に一般社団法人組織に移行した。